# Erich Radler
Erich Radler (* 1942; † 17. April 2004 in Graz) war ein österreichischer Unternehmer (Besitzer eines Radshops) und Betreiber eines Profiradrennstalls.

## Leben und Wirken
Erich Radler betrieb jahrelang in der Münzgrabenstraße im Grazer Bezirk Jakomini einen Radshop. Im Jahr 1993 gründete er hier den RC Desserta. Im Laufe der Jahre wurde der Name des Radrennstalls mehrfach geändert; so fuhren unter den Namen RC Stabil, Merida oder Corratec Fahrer wie Peter Luttenberger, Franz Stocher, Dietmar Hauer, Heinz Marchel oder Maurizio Vandelli, der unter anderem im Jahre 1999 für den von Radler betriebenen Rennstall die Österreich-Rundfahrt gewann. Ebenso fuhr der Australier Adam Hansen für Radler und gewann im Jahr dessen Todes das achttägige Mountainbikerennen Crocodile Trophy in North Queensland.
In der Nacht auf den 17. April 2004 starb Radler überraschend im Alter von 62 Jahren an einem Herzinfarkt. Sein Geschäft wurde in weiterer Folge aufgelöst und der Radrennstall von Christoph Resl weitergeführt. Heute (Stand: 2020) ist das Radsportteam, das sich im Laufe der Jahre immer wieder Namensänderungen unterzog (u. a. ab 2007: VIPERbike-GRAZ-WSA-ARBÖ), noch immer aktiv, trägt den Namen WSA KTM Graz und hat seinen Sitz in Grambach, in der Nähe zu Graz.